# Estadi Antoinette Tubman
L'Estadi Antoinette Tubman és un estadi esportiu de la ciutat de Monròvia, a Libèria.
Té una capacitat per a 10.000 espectadors.
Amb motiu del brod d'ebola que va patir Libèria l'any 2014, l'estadi fou convertit en una unitat de tractament d'aquesta malaltia.